# Estación Kakuōzan
La estación Kakuōzan (覚王山駅 Kakuōzan-eki?) de la Línea Higashiyama, es operada por el Buró de transporte de la ciudad de Nagoya, y está identificada como H-14. Se encuentra ubicada en el barrio de Suemoritōri, Chikusa, en la ciudad de Nagoya, prefectura de Aichi, Japón. La estación abrió el 1 de abril de 1963. 
Presenta una tipología de andenes laterales, y cuenta con 4 accesos, como así también escaleras mecánicas y ascensor.

## Otros medios
- Bus de Nagoya
  - Líneas: 1, 11 y 12.

## Sitios de interés
- Templo Nittai-ji
- Bomberos de Chikusa
- Parque Shiroyama
  - Santuario Shiroyama Hachiman-gū
- Torre de agua de Higashiyama
- Centros comerciles de Shiroyama y Kakuozan

## Imágenes

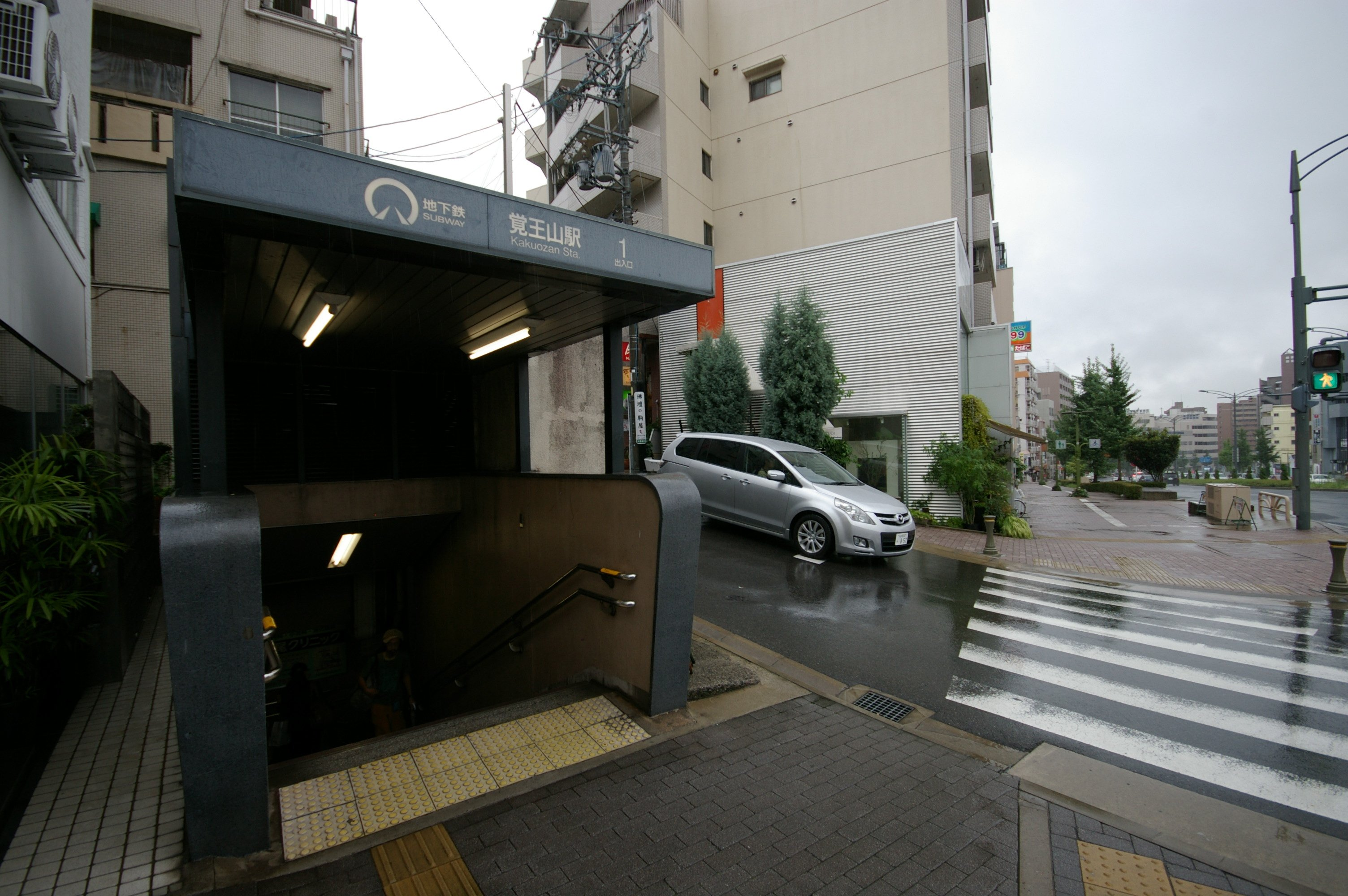
Acceso N° 1.
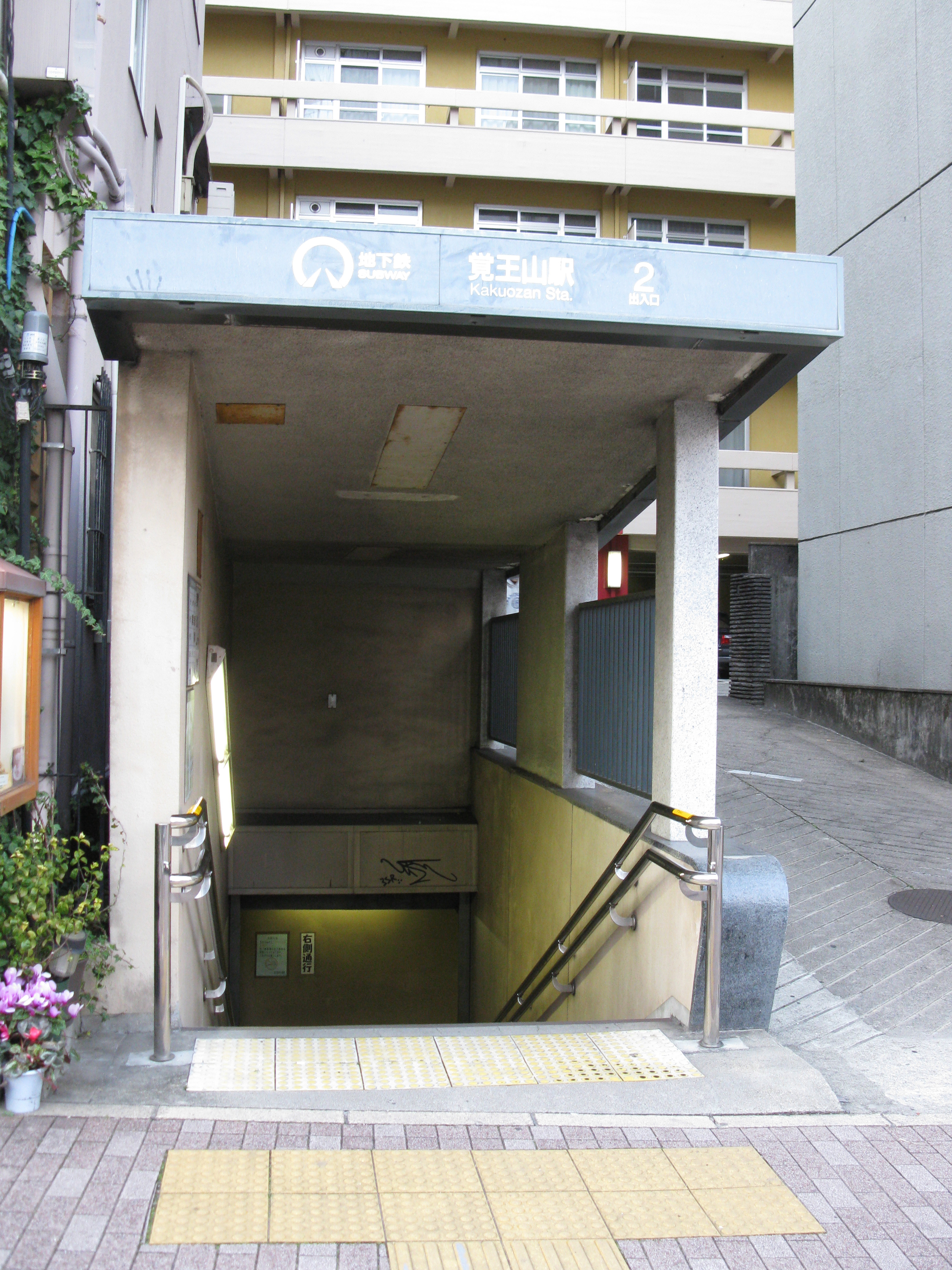
Acceso N° 2.